# 촌담해이
《촌담해이》(村談解頤)는 강희맹(姜希孟)이 지은 설화집이다. 송세림(宋世琳)의 <어면순(禦眠楯)> 22편과 성여학(成汝學)의 <속어면 순> 32편 및 저자의 <촌담해이> 4편을 합편한 책이다. 고금의 기사(奇事)·이문(異聞)·음담패설·잡설(雜說) 등을 수록한 것이다.